# 田代哲也 (1984年)
田代哲也（1984年3月7日—），日本男性漫畫家。代表作是負責作畫的漫畫《斬！赤紅之瞳》（原作：貴博）。

## 主要作品
全由史克威爾艾尼克斯發行。
連載
- 斬！赤紅之瞳《！》[1]（原作：貴博，《月刊GANGAN JOKER》，全15冊）青文出版社
- 怪人麗（《月刊GANGAN JOKER》）

短篇
- ABILITY SHOP（《GANGAN ONLINE》發表）
- （《月刊GANGAN JOKER》發表）

## 外部連結
- 田代哲也的X（前Twitter） （日語）